# Turkana (lud)
Turkana – nilotycka grupa etniczna zamieszkująca północno-zachodnią Kenię. Są drugim co do wielkości ludem pasterskim w Kenii. Około roku 1700 wyemigrowali z obszaru dzisiejszej Ugandy i osiedlili się na zachód od Jeziora Turkana wypierając dotychczasowych mieszkańców tego obszaru. Ich populację szacuje się na ponad 1,2 miliona.
Znani są z hodowli wielbłądów i produkcji koszy tkackich. Hodują także bydło, kozy, owce i osły. W swoich ustnych tradycjach nazywają siebie ludem szarego byka, w odniesieniu do zebu, którego udomowienie odgrywało ważną rolę w ich historii.
Zamieszkują głównie obszary półpustynne, a ich częstym problemem są walki etniczne o dostęp do pastwisk i wody.

## Galeria

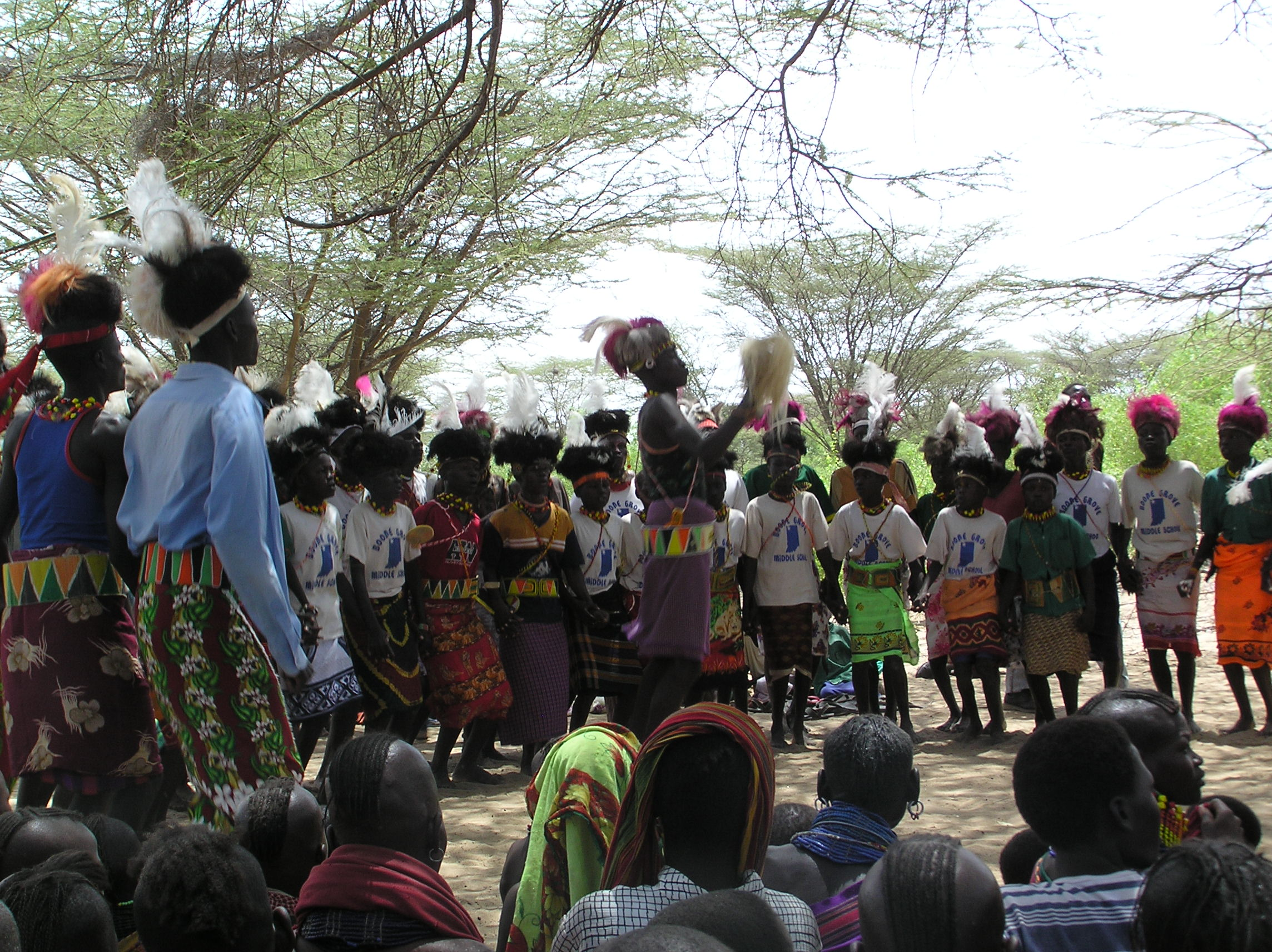
Tradycyjny taniec ludu Turkana.
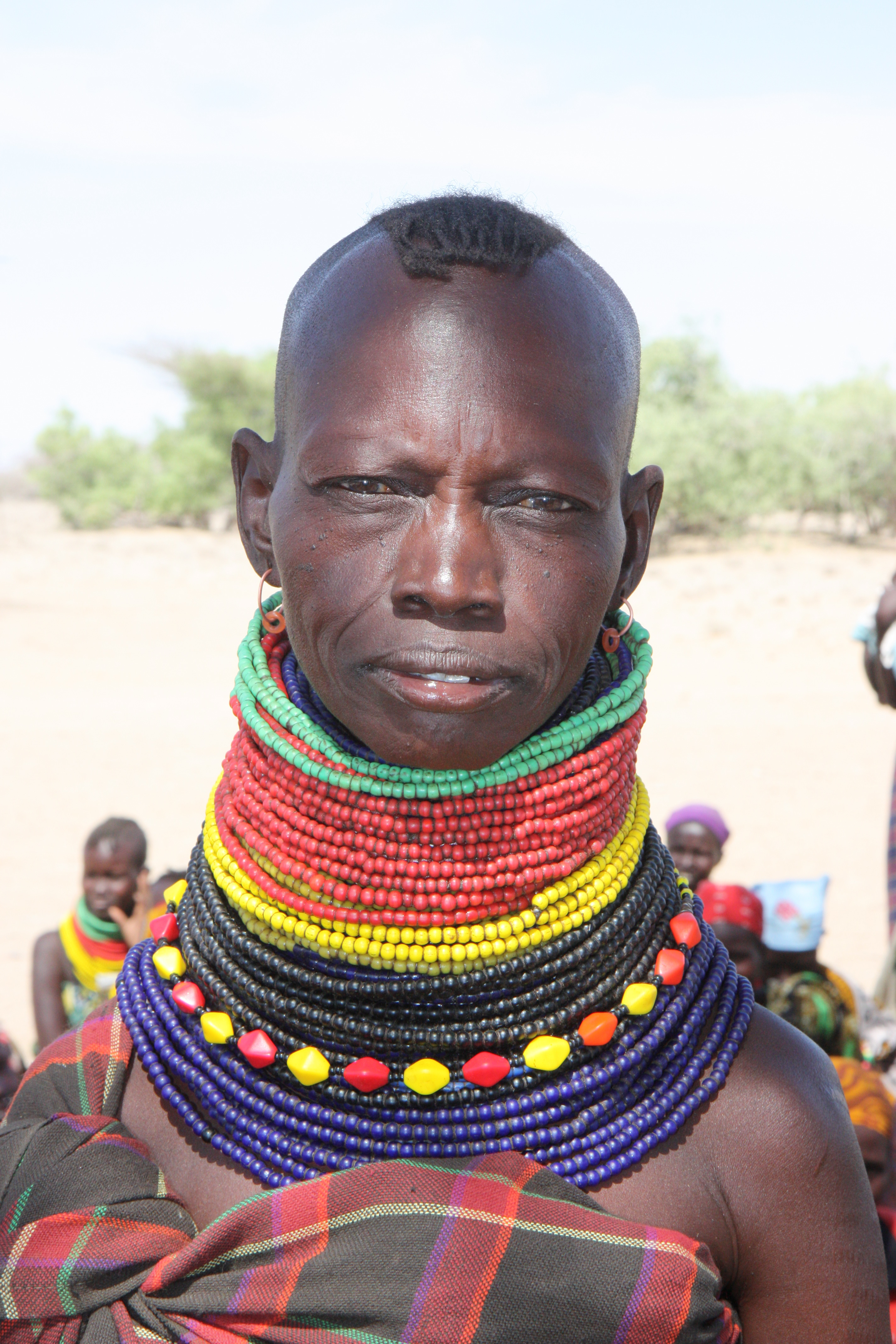
Kobieta z tradycyjną biżuterią.
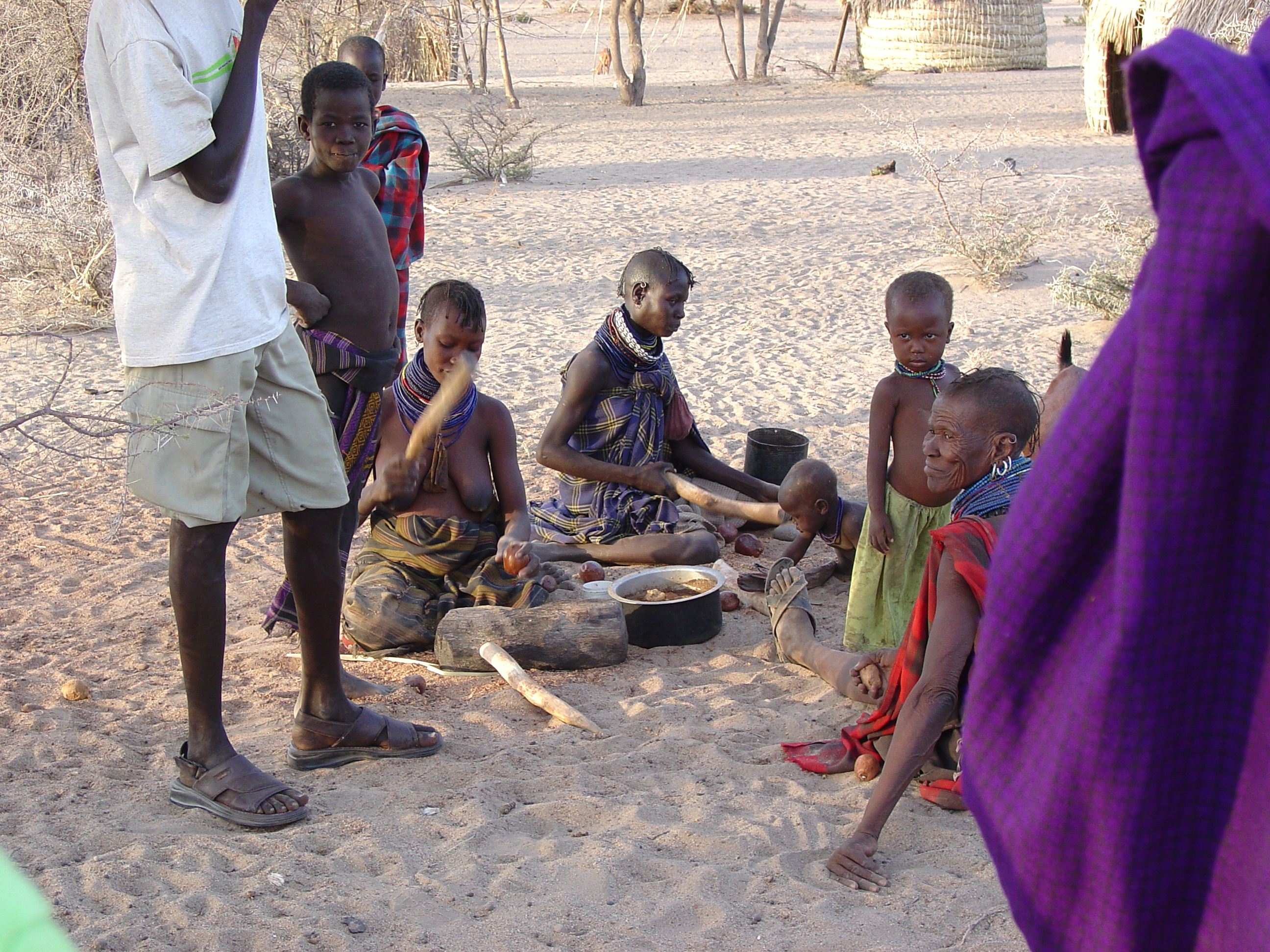
Kobiety rozbijają orzechy palmowe.
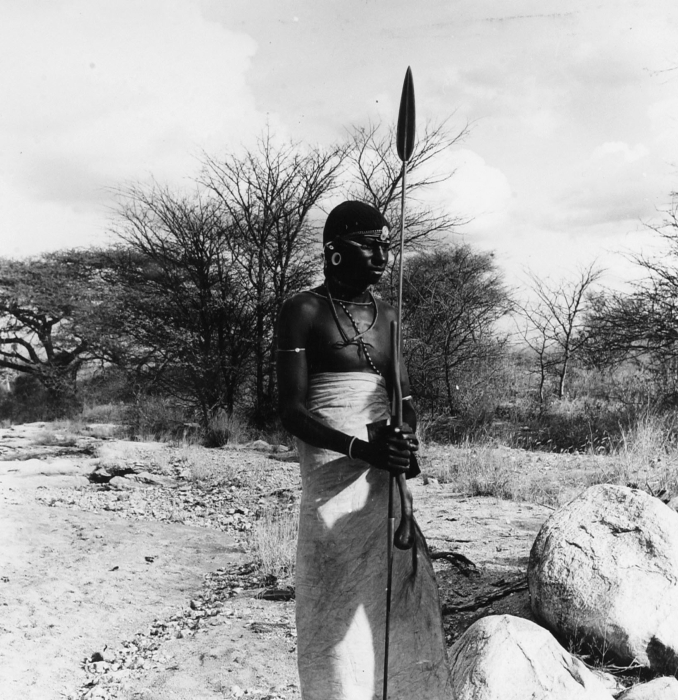
Portret wojownika Turkana z 1970.

## Znane osoby
- Paul Ereng – biegacz średniodystansowy i mistrz olimpijski
- Ajuma Nasenyana – modelka
- Ekwee Ethuro – polityk